# 爱疯了
《爱疯了》（英語：Like Crazy）是一部2011年美国浪漫剧情片，由德雷克·多雷穆斯导演，安东·尤金、菲丽希缇·琼斯、詹妮佛·劳伦斯及阿莉克丝·金斯顿出演。电影获得了2011年圣丹斯电影节评审团大奖，并包括完全未经排练的对话。

## 演员
- 安东·尤金饰演雅各布·马修·赫尔姆
- 菲丽希缇·琼斯饰演安娜·玛利亚·加德纳
- 詹妮佛·劳伦斯饰演萨曼莎“萨姆”
- 查利·布雷饰演西蒙
- 菲诺拉·休斯饰演莉兹
- 奥利弗·缪尔黑德饰演伯纳德·加德纳
- 阿莉克丝·金斯顿饰演杰基·加德纳
- 姬莉·哈泽尔饰演萨布丽娜
- 克里斯·梅西纳饰演麦克·阿普尔特里
- 本·约克·琼斯饰演萝丝
- 杰米·托马斯·金饰演埃利奥特

## 灵感
《爱疯了》被描述为宽松地受导演德雷克·多雷穆斯的真实生活经验启发。在一次对他出生于奥地利的前妻Desiree Pappenscheller的采访时，她说电影是对她和德雷克·多雷穆斯爱情和婚姻历史的回放，包括她的美国移民问题。

## 制作
《爱疯了》使用并不昂贵的佳能 EOS 7D单镜头反光相机拍摄，且成本没有超过250,000美元。电影由Crispy Films拍摄，并被派拉蒙优势影业及制作公司Indian Paintbrush组成的联合体购买。电影于2011年10月28日在美国上映。
安东和菲丽希缇在电影中担任主角。在拍摄之前他们在洛杉矶的一家墨西哥餐厅见面以互相了解。菲丽希缇告诉《洛杉矶时报》的史蒂文·泽奇克：“我记得我在想，‘我只是希望他是个好人’。”安东和菲丽希缇在拍摄电影之前参加了一个在没有剧本的情况下完成的排练部分。

## 评价
《爱疯了》在烂番茄上拥有73%“认证新鲜”的评价，评论认为“（《爱疯了》）拥有很多浪漫电影过分伤感的伏笔，但是《爱疯了》允许其角色在对话之外表达他们，构造了一个真实、亲密的作品。”电影是基督科学箴言报2011年第三最佳的电影。
电影于2012年1月在英国发行后，Philip French将其描述为“令人喜爱的、轻松的、酸甜的”和一部“更少刻意聪明的、更少娱乐化的《情留半天》和《日落巴黎》的组合”，在四或五年间展开。